# Peredelkino
Peredelkino (russisch Переделкино) ist eine Datschensiedlung etwa 20 km südwestlich des Stadtzentrums von Moskau. Sie liegt in der Nähe der Stadtgrenze der russischen Hauptstadt, in die sie 2012 eingemeindet wurde, unweit der Bahnstrecke nach Kiew. Peredelkino gilt als Künstlerdorf.

## Geschichte
Peredelkino war seit dem 17. Jahrhundert als Adelssitz bekannt.
1934 schlug Maxim Gorki vor, das Gebiet dem Schriftstellerverband der UdSSR zu überschreiben. Daraufhin wurden innerhalb weniger Jahre ungefähr 50 hölzerne Datschen für sowjetische Schriftsteller errichtet.
Unter den in Peredelkino wohnenden Künstlern waren Boris Pasternak, Kornei Tschukowski, Arseni Tarkowski (alle drei starben hier und wurden auf dem örtlichen Friedhof beigesetzt), Ilja Ehrenburg, Weniamin Kawerin, Orest Malzew, Leonid Leonow, Ilja Ilf, Isaak Babel, Wsewolod Iwanow, Nikolai Sabolozki, Boris Pilnjak, Lilja Brik, Konstantin Simonow, Alexander Fadejew (der hier 1956 durch Suizid starb) und Michail Bachtin. Nazim Hikmet verbrachte hier sein Exil, bis er 1963 verstarb. In jüngerer Zeit wohnten auch Jewgeni Jewtuschenko, Andrei Wosnessenski, Bella Achmadulina, Robert Roschdestwenski und Surab Zereteli hier.

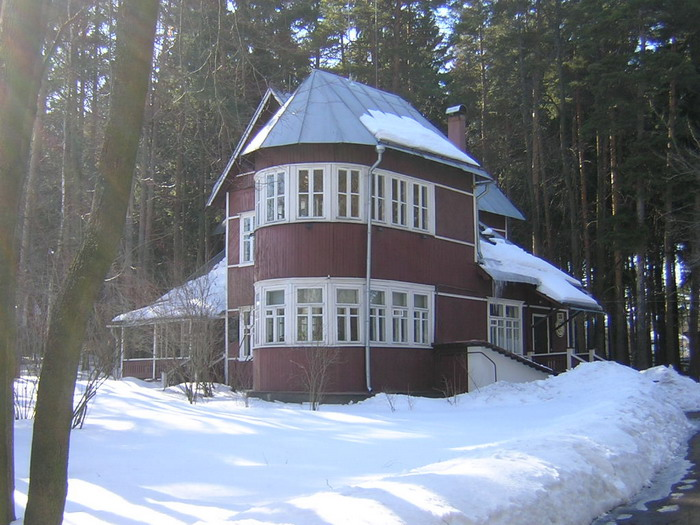
Boris Pasternaks Haus in Peredelkino (heute Pasternak-Museum)
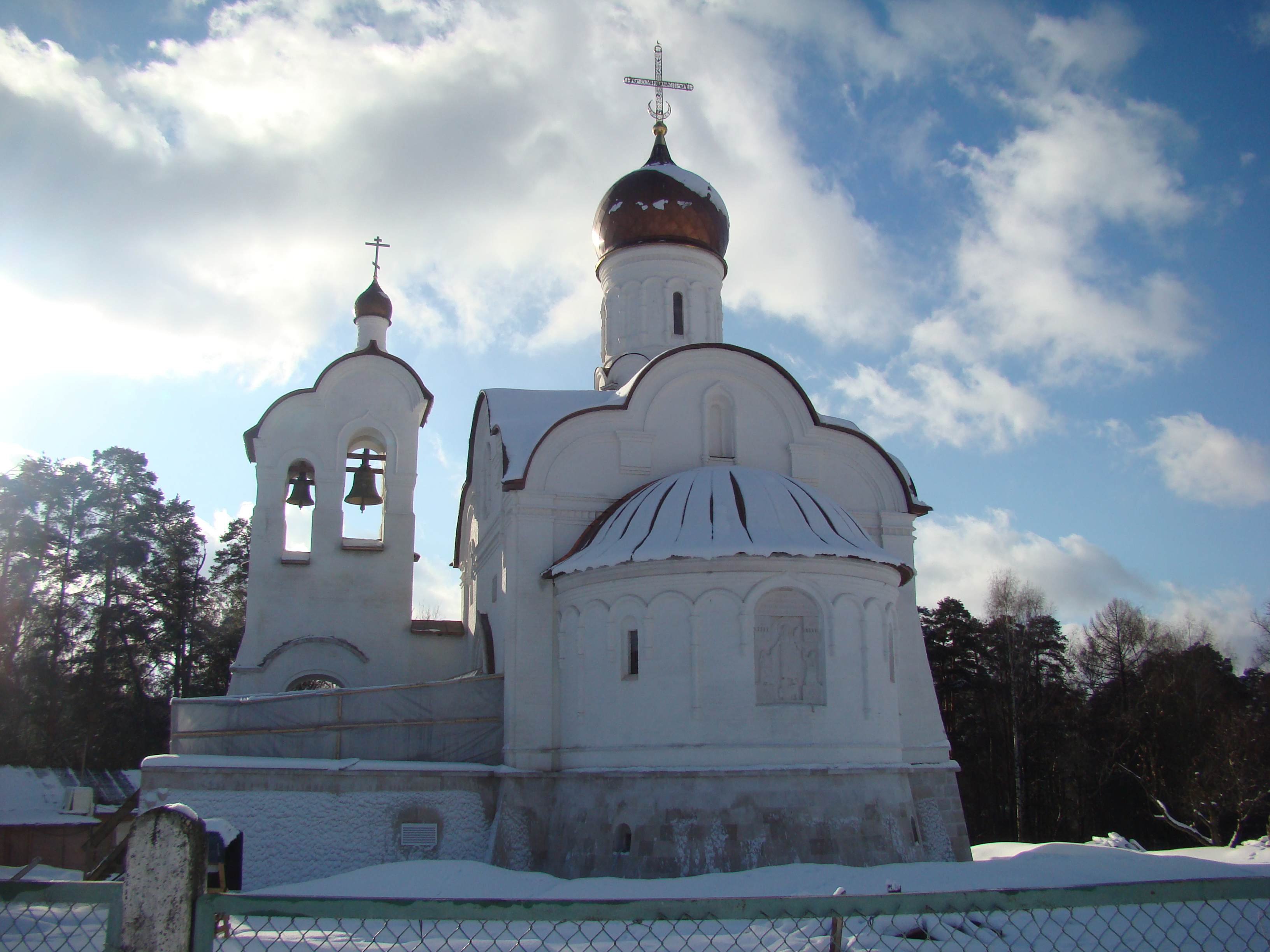
Erlöserkapelle auf dem Friedhof
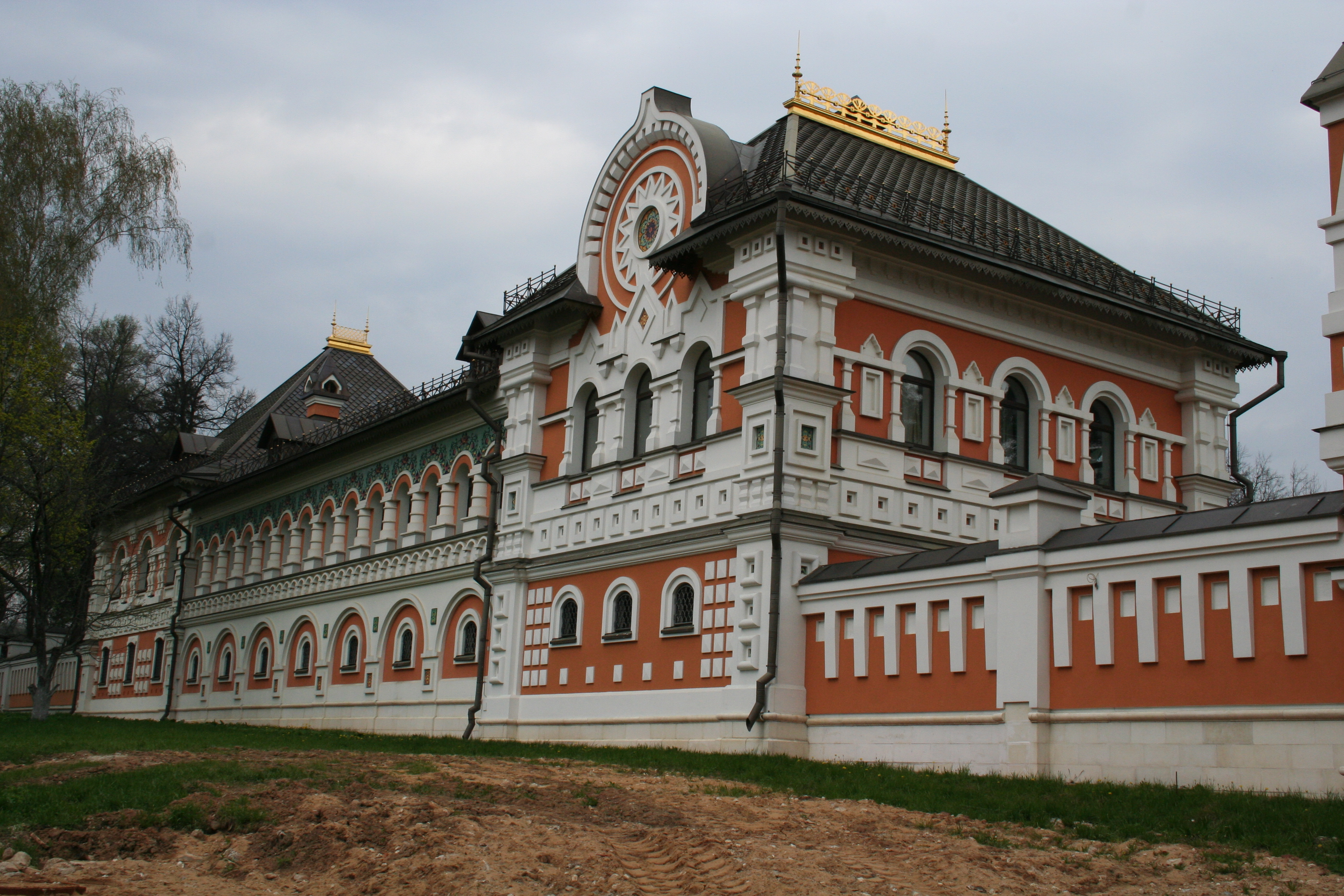
Ein Gebäude aus dem Komplex der Residenz des Patriarchen der Russisch-Orthodoxen Kirche in Peredelkino

Peredelkino, das formal nicht den Status einer eigenständigen Ortschaft hatte, gehörte mehrere Jahrzehnte zum Rajon Leninski der Oblast Moskau. In den 1980er-Jahren entstand unmittelbar südöstlich die Plattenbausiedlung Nowo-Peredelkino („Neu-Peredelkino“), die bereits 1984 nach Moskau eingemeindet wurde und seit 1991 zu deren Westlichem Verwaltungsbezirk gehört. 2006 wurde Peredelkino Teil der Landgemeinde Wnukowskoje selskoje posselenije des Rajons Leninski. Zum 1. Juli 2012 wurde die Landgemeinde und mit ihr Peredelkino wie auch andere Gebiete aus der Oblast herausgelöst und Teil des neu geschaffenen Moskauer Verwaltungsbezirkes Nowomoskowski. Damit ist Peredelkino heute Stadtteil von Moskau.

## Rezeption
In seinem Roman Der Meister und Margarita nennt Michail Bulgakow die Siedlung „Perelygino“. Auch im Film Das Rußland-Haus spielt das Peredelkino eine Rolle.